# Pierre Bérégovoy
Pierre Bérégovoy (Déville-lès-Rouen, 23 december 1925 — Parijs, 1 mei 1993) was een Frans politicus van de Parti Socialiste (PS).
Zijn vader was een Witte Russische officier met mensjewistische sympathieën, die uit Oekraïne naar Frankrijk was geëmigreerd, waar hij een kruideniersbedrijfje opzette. In 1944 sloot de jonge Pierre Bérégovoy zich vlak na de bevrijding aan bij de SFIO, zoals de Franse socialistische partij destijds heette.

## Politieke loopbaan
In 1971 nam hij deel aan het congres van Épinay van de PS, waar besloten werd tot een gemeenschappelijk programma voor een Volksfront, waaraan ook de communisten zullen deelnemen. In 1974 was hij betrokken bij de verkiezingscampagne voor presidentskandidaat François Mitterrand. In 1977 onderhandelde Bérégovoy met de PCF (Franse communistische partij) over een gemeenschappelijk programma met het oog op een gemeenschappelijke verkiezingscampagne met lijstverbinding (belangrijk in het Franse districtenstelsel).
Na de verkiezing van Mitterrand tot president werd Bérégovoy in mei 1981 "secretaris-generaal van het Élysée" (Kabinetschef van de president). Van juni 1982 tot juli 1984 was hij minister voor sociale zaken (kabinet Pierre Mauroy). Van juli 1984 tot maart 1986 was hij minister van economische zaken en financiën in het kabinet van Laurent Fabius.
Van 1986 tot 1988 drongen de rechtse partijen de socialisten in de oppositie (zie cohabitation).
Van mei 1988 tot mei 1991 was Pierre Bérégovoy Minister van Staat en minister van economische zaken en financiën in het socialistisch kabinet van Michel Rocard. Van mei 1991 tot april 1992 was hij Minister van Staat en minister van economische zaken en financiën en minister van buitenlandse handel in het kabinet van Édith Cresson. Van april 1992 tot maart 1993 was hij premier, en gedurende enige tijd ook minister van defensie.
In 1993 verloor de door de socialisten geleide coalitie de parlementsverkiezingen en kwam er een eind aan het kabinet Bérégovoy. De tweede "cohabitation" begon.
Na de val van zijn regering raakte Bérégovoy in ernstige psychische moeilijkheden. Van rechterzijde werd hij scherp aangevallen toen het rechtse kabinet van Édouard Balladur ontdekte dat het begrotingstekort veel hoger was opgelopen dan door de regering Bérégovoy was beweerd. Bovendien werd tijdens de campagne voor de verkiezingen zijn ingriteit ter discussie gesteld vanwege een renteloze lening die hij zou hebben ontvangen voor een appartement in Parijs.

## Zelfmoord
Op 1 mei 1993 werd Pierre Bérégovoy zwaargewond gevonden, met een kogel in zijn hoofd. Hij werd onmiddellijk naar een ziekenhuis gebracht, waar hij echter kort daarop overleed. De conclusie van het ingestelde politieonderzoek was dat Bérégovoy zelfmoord had gepleegd, na het pistool van een lijfwacht te hebben ontvreemd.
Zijn weduwe kon deze versie niet accepteren omdat haar man geen afscheidsbrief had achtergelaten. Zij meende dat er sprake was van moord. Deze versie wordt evenwel over het algemeen niet aanvaard.
Mitterrand gaf indirect de schuld aan zijn politieke tegenstanders en bepaalde journalisten, die zijn trouwe paladijn tot zelfmoord zouden hebben gedreven. Tijdens diens begrafenis verklaarde de president dat men "zijn eer, en vervolgens zijn leven, voor de honden had geworpen."
- Bibliothèque nationale de France: cb120240673 (data)
- Gemeinsame Normdatei: 119175150
- International Standard Name Identifier: 0000 0000 2887 064X
- Library of Congress Control Number: n85319118
- Nationale Bibliotheek van Israël: 987007458652105171
- Système universitaire de documentation: 02839724X
- Virtual International Authority File: 39390623
- WorldCat: E39PBJfx7p8Tb88d4mQvKm3RKd